# Goze (ruisseau)
La Goze est un ruisseau français du département de la Creuse, en région Nouvelle-Aquitaine, affluent de la Voueize et sous-affluent de la Loire par la Tardes et le Cher.

## Toponymie
La Goze porte le nom d'un lieu-dit de la commune de Gouzon, situé six kilomètres au sud-est du centre-bourg.

## Géographie
Selon le 
Sandre, la Goze prend sa source dans le département de la Creuse à 544 mètres d'altitude, sur la commune de Saint-Pardoux-les-Cards, 2,2 kilomètres à l'ouest du centre-bourg de Chénérailles, au lieu-dit Terme Brûlé.
Elle forme un étang de deux hectares et demi et passe aussitôt sous la route départementale (RD) 990. Huit cents mètres plus loin, elle reçoit en rive droite un premier affluent homonyme. Au bourg de la Tour, elle alimente l’étang de la Tour, une retenue de neuf hectares. Elle passe sous la RD 9 au nord de Montbrenon, sous la RD 65 entre Goze et Gouzougnat, puis sous la RD 7 au nord de Gouzougnat. Elle borde au sud le petit bourg des Forges puis est de nouveau franchie par la RD 7 à Lauradoueix. Elle est grossie en rive gauche par le ruisseau des Rieux. Au nord du bourg de Gouzon, elle passe successivement sous la route départementale RD 997, la route nationale (RN) 145 et de nouveau à deux reprises sous la RD 7. Au niveau de ce dernier pont, la Goze reçoit en rive gauche son principal affluent, le Signollet.
Après deux franchissements consécutifs par la RD 100 et la RN 145, elle s’écoule encore sur 800 mètres et se jette dans la Voueize en rive gauche, à 368 mètres d'altitude, au lieu-dit les Brades, à plus de trois kilomètres au nord-est du centre-bourg de Gouzon.
S'écoulant globalement du sud-ouest vers le nord-est, la Goze est longue de 18,88 km. Avec un dénivelé de 176 mètres, sa pente moyenne s'établit à 9,32 mètres par kilomètre.

### Communes et département traversés
La Goze arrose trois communes de l'arrondissement d'Aubusson dans le département de la Creuse, soit d'amont vers l'aval : Saint-Pardoux-les-Cards (source), Saint-Dizier-la-Tour, Gouzon (confluence avec la Voueize).

### Affluents et nombre de Strahler

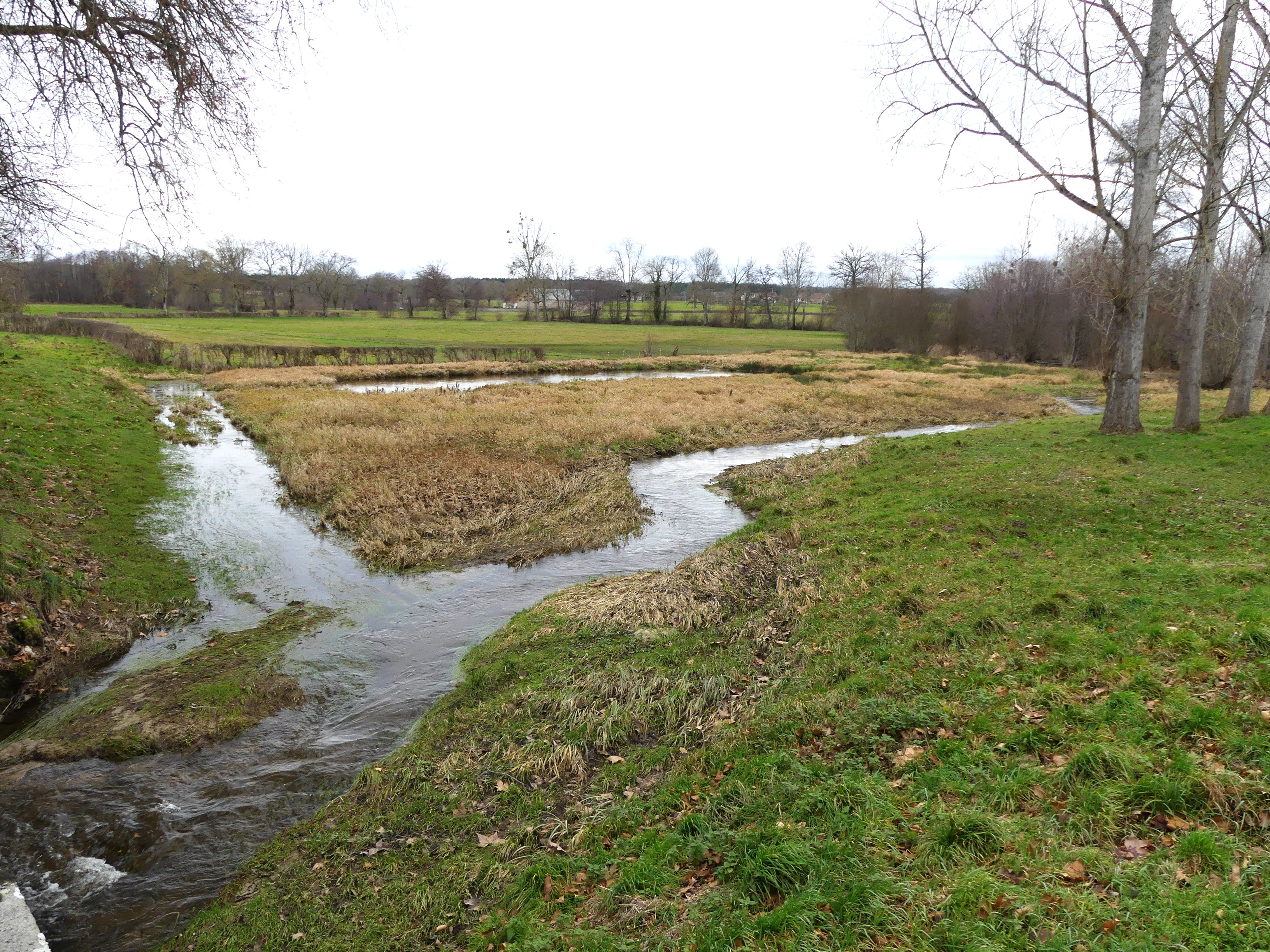
Au lieu-dit les Forges, à Gouzon, la Goze venant de la droite reçoit sur sa droite un petit affluent grossi par des pluies importantes.

Parmi les huit affluents de la Goze répertoriés par le Sandre, deux situés en rive gauche dépassement les trois kilomètres de longueur : le Signollet — ou la Moussière dans sa partie amont, ou le ruisseau du Grand Varaine dans sa partie médiane — long de 10,51 km et le ruisseau des Rieux, long de 4,98 km.
Le Signollet ayant des affluents et plusieurs sous-affluents, le nombre de Strahler de la Goze est donc de quatre.

### Bassin versant
Le bassin versant de la Goze s'étend sur 79 km2. Il fait partie de la zone hydrographique : « La Goze & ses affluents », et en tangente deux autres à sa confluence avec la Voueize : « La Voueize de sa source à la Goze (non comprise) » et « La Voueize de la Goze (non comprise) à la Verneigette (comprise) », au sein du bassin DCE beaucoup plus étendu « La Loire, les cours d'eau côtiers vendéens et bretons ». Outre les trois communes arrosées par la Goze, le bassin versant en concerne huit autres :
- Bord-Saint-Georges, où le ruisseau sans nom K5156400[5], affluent du ruisseau du Petit Varaine, lui même affluent du Signollet, prend sa source ;
- La Celle-sous-Gouzon arrosée par le Signollet[3] ;
- Chénérailles, où un affluent homonyme de la Goze, prend sa source[6] ;
- Domeyrot, arrosée très marginalement, à l'est et au sud-est du lieu-dit Lusignat, par le ruisseau de la Forêt, affluent du Signollet[7] ;
- Parsac-Rimondeix arrosée par le ruisseau des Rieux[4] ;
- Saint-Silvain-sous-Toulx , où la Moussière — branche-mère du Signollet — prend sa source[3] ;
- Toulx-Sainte-Croix arrosée par la Moussière[3] ;
- Trois-Fonds arrosée par le ruisseau du Petit Varaine[8], affluent du Signollet.

## Hydrologie
Il existe en 2022 une station hydrométrique située sur la Goze, à Gouzon, au pont de la RD 7 mais qui ne fournit aucune donnée statistique.

## Environnement
Une zone de 95 hectares du bassin versant du Mardallou, affluent du Signollet et sous-affluent de la Goze, fait partie de la zone naturelle d'intérêt écologique, faunistique et floristique (ZNIEFF) de type 1 « Étang et prairies humides de Tiolet ».
Ce site est remarquable par la présence de quinze espèces déterminantes d'animaux (deux libellules et treize oiseaux) et sept de plantes phanérogames.

## Galerie de photos

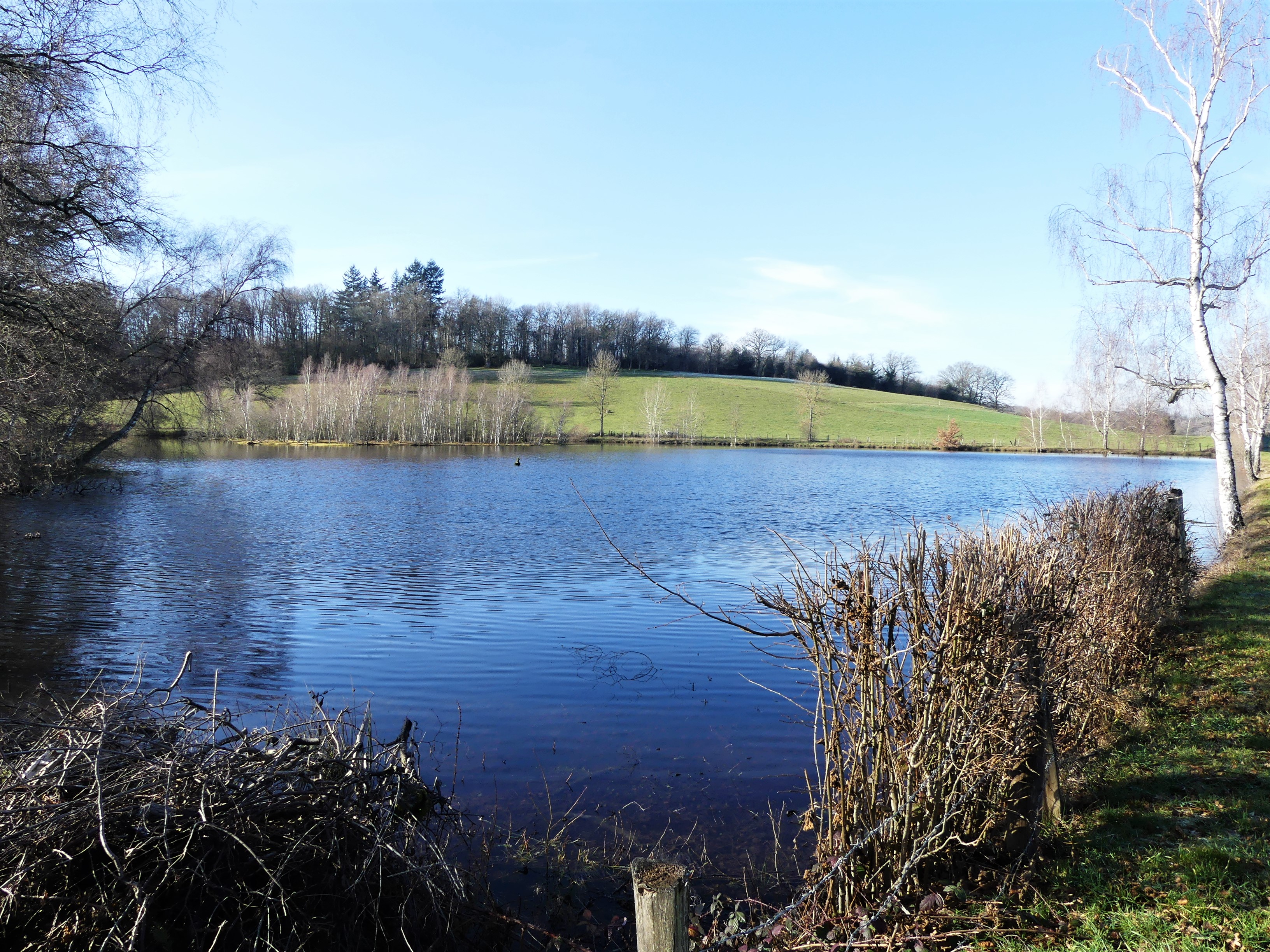
L’étang en bordure de la RD 990.
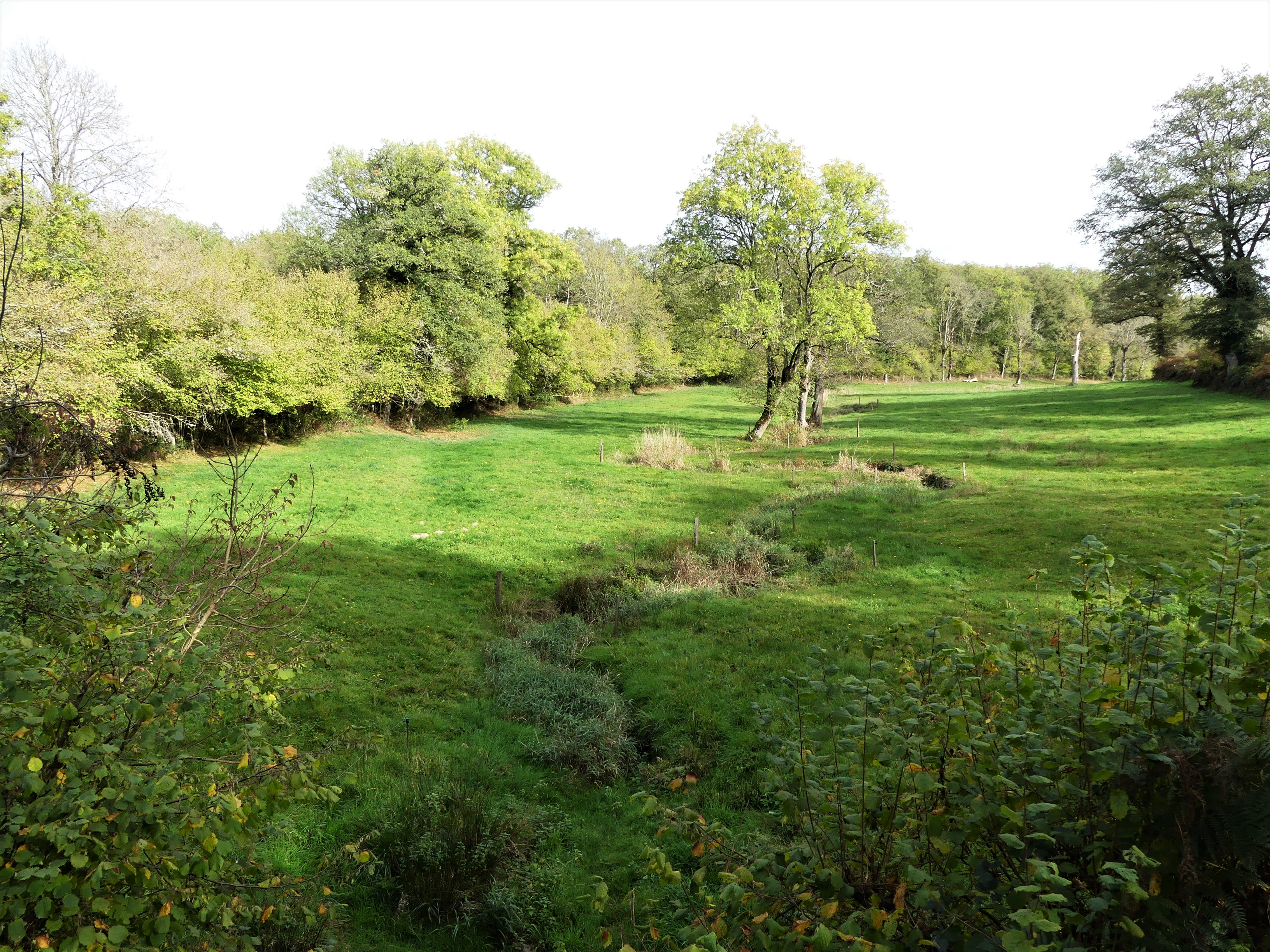
Le cours de la Goze au pont de la RD 65, entre Goze et Gouzougnat.
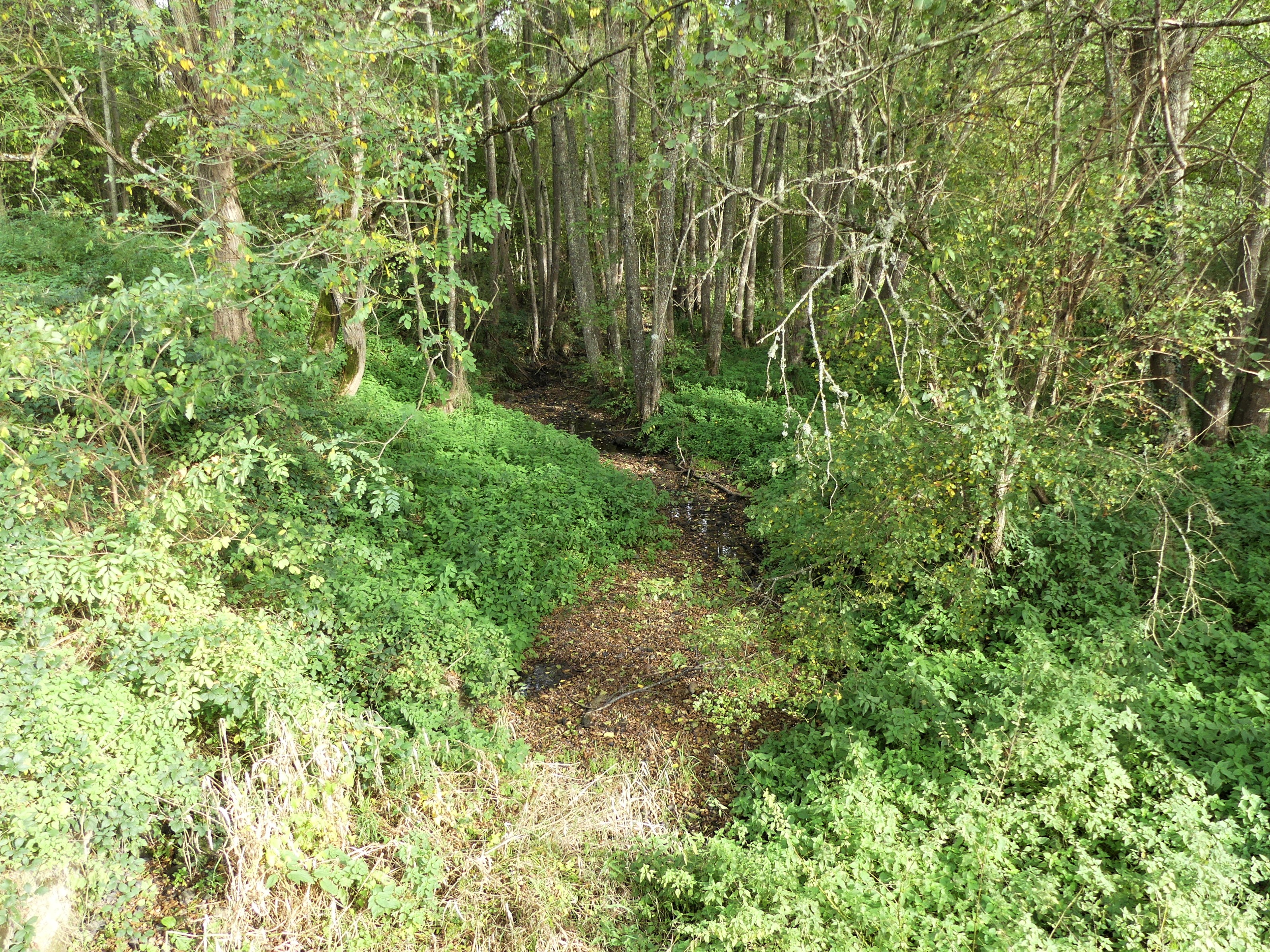
Le lit de la Goze à sec au pont de la RD 7 au nord de Gouzougnat.
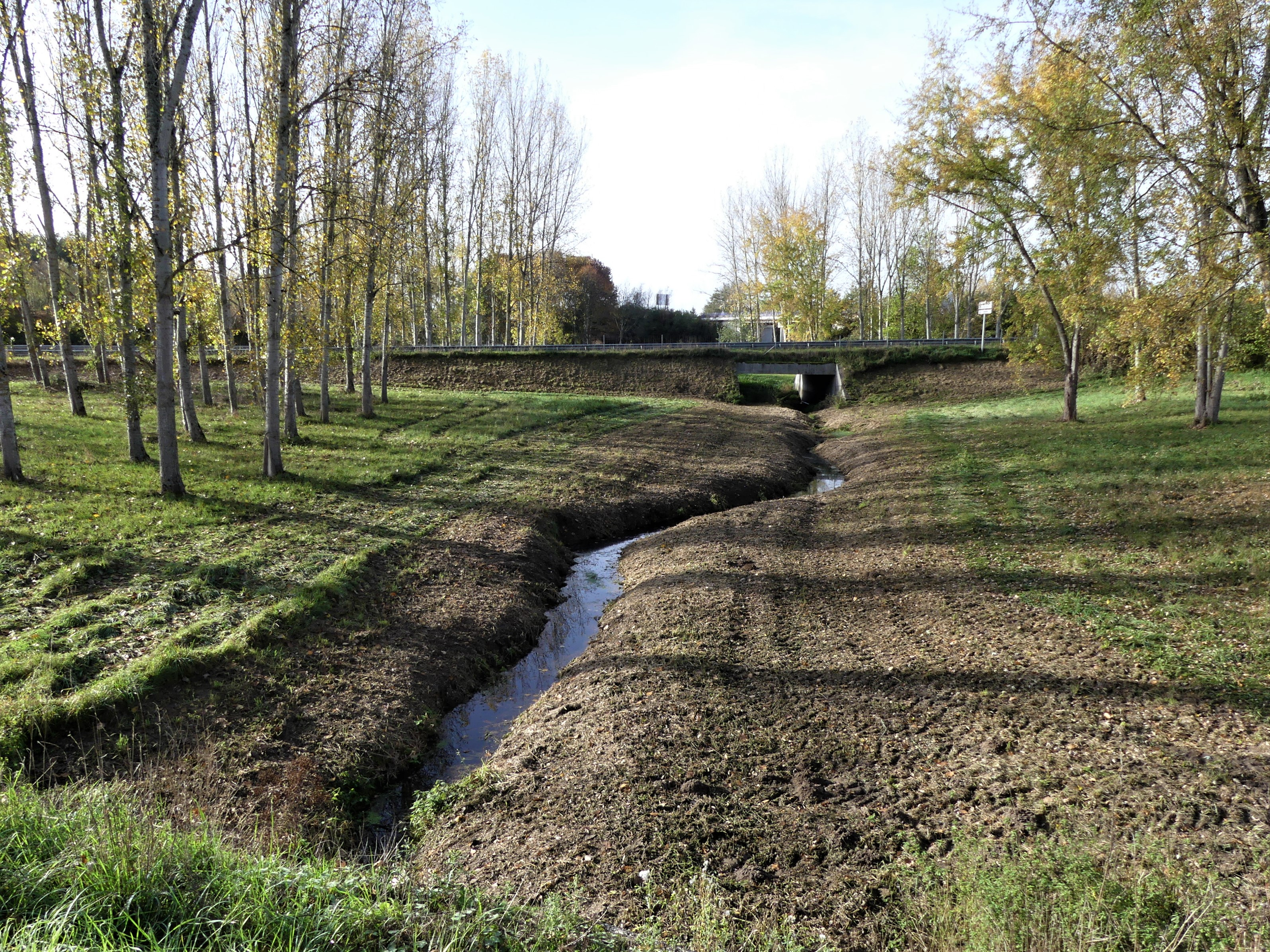
La Goze passant sous la bretelle nord-est de sortie 43 de la RN 145.
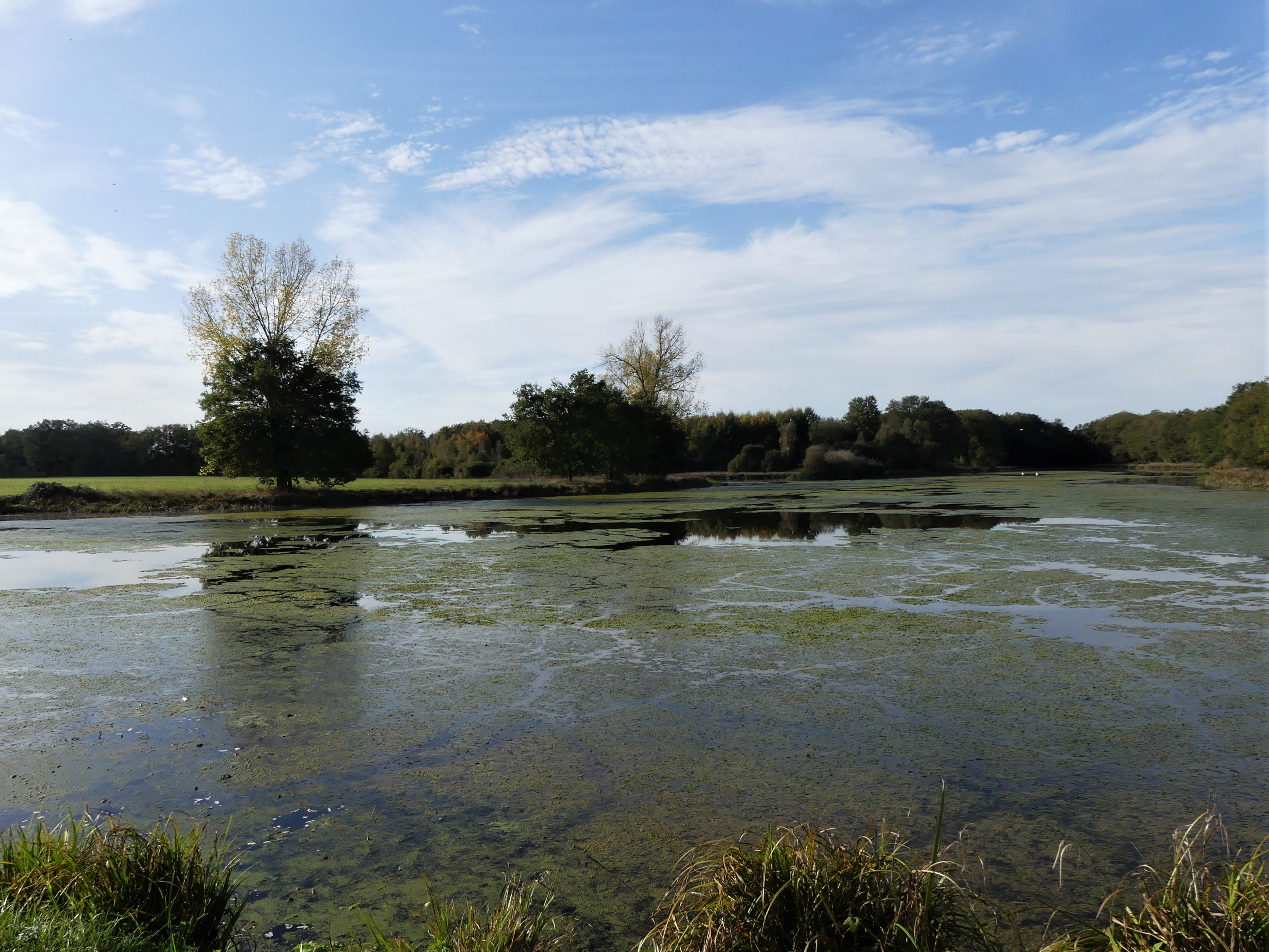
L'étang de Tiolet à l'ouest de la RD 40.